# Sociedad Anónima Molinos Arroceros Nacionales

La Sociedad Anónima Molinos Arroceros Nacionales, conocida como SAMAN por sus iniciales, es una empresa uruguaya dedicada a la producción, comercialización y exportación de arroz y productos derivados de este. La empresa fue fundada en 1942. 
Desde 2007 la empresa forma parte del grupo Camil Alimentos S.A. una de las mayores empresas arroceras del mundo.